# Good Omens (seriál)
Good Omens je americko-britský fantastický televizní seriál, natočený na motivy románu Dobrá znamení spisovatelů Terryho Pratchetta a Neila Gaimana. Šest objednaných dílů bylo 31. května 2019 zveřejněno na streamovací službě Amazon Video, zatímco ve Spojeném království je odvysílala stanice BBC Two. Gaiman je také showrunnerem pořadu a autorem scénáře, režijního vedení se chopil Douglas Mackinnon, který je druhým showrunnerem. V červnu 2021 byla oznámena další řada seriálu, která měla vycházet z nerealizovaného pokračování románu, jehož návrh Gaiman s Pratchettem v minulosti načrtli. Tato šestidílná druhá řada byla na platformě Amazon Video uvedena 28. července 2023.

## Příběh
Démon Crowley a anděl Aziraphale si zvykli na život na Zemi, takže se v roce 2018 rozhodnou zabránit chystanému příchodu antikrista a závěrečné bitvě mezi nebem a peklem.

## Obsazení
- Michael Sheen jako anděl Aziraphale
- David Tennant jako démon Crowley
- Jon Hamm jako archanděl Gabriel
- Sam Taylor Buck jako Adam Young (první série)